# Rajd Asturii 2009
Rezultaty Rajdu Asturii (46. Rallye Principe de Asturias 2009), eliminacji Intercontinental Rally Challenge w 2009 roku, który odbył się w dniach 10–12 września. Była to dziewiąta runda IRC w tamtym roku oraz piąta asfaltowa, a także ósma w mistrzostwach Europy i siódma w mistrzostwach Hiszpanii. Bazą rajdu było miasto Oviedo. Zwycięzcami rajdu została czeska załoga Jan Kopecký i Petr Starý jadąca Škodą Fabią S2000. W klasyfikacji generalnej rajdu wyprzedzili oni dwie hiszpańskie załogi: Sergio Vallejo i Diego Vallejo w Porsche 911 GT3 oraz Enrique Garcíę Ojedę i Jordi Barrabes Costa w Subaru Imprezie WRX STi. Z kolei w klasyfikacji IRC Czesi wyprzedzili brytyjsko-irlandzką załogę Krisa Meeke i Paula Nagle'a w Peugeocie 207 S2000 oraz Nicolasa Vouilloza i Nicolasa Klingera w Peugeocie 207 S2000.
Rajdu nie ukończyło 13 kierowców. Na 9. oesie wypadek miał Fin Toni Gardemeister (Opel Corsa S2000). Na 2. oesie z powodu wypadku wycofał się Hiszpan Miguel Fuster (Fiat Abarth Grande Punto S2000). Wypadek miał też Francuz Julien Maurin (Škoda Fabia S2000, na 1. oesie). Na 14. oesie z dalszej jazdy zrezygnował Bułgar Todor Sławow (Renault Clio R3).

## Klasyfikacja ostateczna
| Miejsce                                 | Zawodnik                       | Pilot                          | Samochód                       | Czas                           | Strata                         | Punkty                         |
| Klasyfikacja generalna i (IRC)          | Klasyfikacja generalna i (IRC) | Klasyfikacja generalna i (IRC) | Klasyfikacja generalna i (IRC) | Klasyfikacja generalna i (IRC) | Klasyfikacja generalna i (IRC) | Klasyfikacja generalna i (IRC) |
| --------------------------------------- | ------------------------------ | ------------------------------ | ------------------------------ | ------------------------------ | ------------------------------ | ------------------------------ |
| 1. (1.)                                 | Jan Kopecký                    | Petr Starý                     | Škoda Fabia S2000              | 2:41:51.3                      |                                | 10                             |
| 2.                                      | Sergio Vallejo                 | Diego Vallejo                  | Porsche 997 GT3 RS 3.6         | 2:43:07.6                      | +1:16.3                        |                                |
| 3.                                      | Enrique García Ojeda           | Jordi Barrabés Costa           | Subaru Impreza WRX STi         | 2:43:13.6                      | +1:22.3                        |                                |
| 4. (2.)                                 | Kris Meeke                     | Paul Nagle                     | Peugeot 207 S2000              | 2:44:38.2                      | +2:46.9                        | 8                              |
| 5. (3.)                                 | Nicolas Vouilloz               | Nicolas Klinger                | Peugeot 207 S2000              | 2:44:40.8                      | +2:49.5                        | 6                              |
| 6. (4.)                                 | Freddy Loix                    | Frédéric Miclotte              | Peugeot 207 S2000              | 2:44:50.2                      | +2:58.9                        | 5                              |
| 7. (5.)                                 | Corrado Fontana                | Carlo Cassina                  | Peugeot 207 S2000              | 2:45:36.3                      | +3:45.0                        | 4                              |
| 8. (6.)                                 | Alberto Hevia                  | Alberto Iglesias               | Škoda Fabia S2000              | 2:46:18.5                      | +4:27.2                        | 3                              |
| 9. (7.)                                 | Michał Sołowow                 | Maciej Baran                   | Peugeot 207 S2000              | 2:47:49.3                      | +5:58.0                        | 2                              |
| 10.                                     | Xevi Pons                      | Alex Haro                      | Mitsubishi Lancer Evo X        | 2:48:26.0                      | +6:34.7                        |                                |
| 11. (8.)                                | Giandomenico Basso             | Mitia Dottia                   | Fiat Abarth Grande Punto S2000 | 2:48:55.1                      | +7:03.8                        | 1                              |
| Mistrzostwa Europy                      |                                |                                |                                |                                |                                |                                |
| 1. (7.)                                 | Corrado Fontana                | Carlo Cassina                  | Peugeot 207 S2000              | 2:45:36.3                      |                                | 15                             |
| 2. (9.)                                 | Michał Sołowow                 | Maciej Baran                   | Peugeot 207 S2000              | 2:47:49.3                      | +2:13.0                        | 11                             |
| 3. (11.)                                | Giandomenico Basso             | Mitia Dottia                   | Fiat Abarth Grande Punto S2000 | 2:48:55.1                      | +3:18.8                        | 10                             |
| 4. (23.)                                | Antonín Tlusťák                | Jan Škaloud                    | Citroën C2 S1600               | 3:03:44.4                      | +18:08.1                       |                                |
| Mistrzostwa Hiszpanii (pierwsza trójka) |                                |                                |                                |                                |                                |                                |
| 1. (2.)                                 | Sergio Vallejo                 | Diego Vallejo                  | Porsche 997 GT3 RS 3.6         | 2:43:07.6                      |                                |                                |
| 2. (3.)                                 | Enrique García Ojeda           | Jordi Barrabes Costa           | Subaru Impreza WRX STi         | 2:43:13.6                      | +6.0                           |                                |
| 3. (8.)                                 | Alberto Hevia                  | Alberto Iglesias               | Škoda Fabia S2000              | 2:46:18.5                      | +3:10.9                        |                                |

## Zwycięzcy odcinków specjalnych
| Dzień      | Odcinek | G. rozp. | Nazwa                              | Długość | Zwycięzca          | Czas    | Lider rajdu        |
| ---------- | ------- | -------- | ---------------------------------- | ------- | ------------------ | ------- | ------------------ |
| 1 (11 WRZ) | SS1     | 07:13    | Muncó - Muňó 1                     | 8.00km  | Alberto Hevia      | 4:20.5  | Alberto Hevia      |
| 1 (11 WRZ) | SS2     | 07:57    | Pajomal - Carbayin - La Rasa 1     | 29.57km | Nicolas Vouilloz   | 20:35.1 | Alberto Hevia      |
| 1 (11 WRZ) | SS3     | 10:04    | Muncó - Muňó 2                     | 8.00km  | Jan Kopecký        | 4:23.3  | Alberto Hevia      |
| 1 (11 WRZ) | SS4     | 10:48    | Pajomal - Carbayin - La Rasa 2     | 29.57km | Nicolas Vouilloz   | 20:18.5 | Alberto Hevia      |
| 1 (11 WRZ) | SS5     | 11:50    | Cesa - Valdebárcena 1              | 11.36km | Alberto Hevia      | 6:48.8  | Alberto Hevia      |
| 1 (11 WRZ) | SS6     | 14:55    | Cesa - Valdebárcena 2              | 11.36km | Sergio Vallejo     | 6:44.8  | Alberto Hevia      |
| 1 (11 WRZ) | SS7     | 15:36    | Piedrafita - La Zorea - Anayo 1    | 27.11km | Giandomenico Basso | 18:26.5 | Giandomenico Basso |
| 1 (11 WRZ) | SS8     | 18:18    | Cesa - Valdebárcena 3              | 11.36km | odcinek odwołany   | -       | Giandomenico Basso |
| 1 (11 WRZ) | SS9     | 18:59    | Piedrafita - La Zorea - Anayo 2    | 27.11km | Jan Kopecký        | 18:16.1 | Giandomenico Basso |
| 2 (12 WRZ) | SS10    | 08:28    | Argame - Las Mazas 1               | 18.81km | Kris Meeke         | 7:30.8  | Giandomenico Basso |
| 2 (12 WRZ) | SS11    | 09:29    | La Nueva - La Invernal 1           | 21.37km | Nicolas Vouilloz   | 14:55.1 | Giandomenico Basso |
| 2 (12 WRZ) | SS12    | 10:09    | Blimea - La Casilla - El Corvero 1 | 11.96km | Nicolas Vouilloz   | 8:07.9  | Jan Kopecký        |
| 2 (12 WRZ) | SS13    | 12:51    | Argame - Las Mazas 2               | 11.81km | Nicolas Vouilloz   | 7:25.0  | Jan Kopecký        |
| 2 (12 WRZ) | SS14    | 13:52    | La Nueva - La Invernal 2           | 21.37km | Nicolas Vouilloz   | 14:45.8 | Jan Kopecký        |
| 2 (12 WRZ) | SS15    | 14:32    | Blimea - La Casilla - El Corvero 2 | 11.96km | Sergio Vallejo     | 8:10.3  | Jan Kopecký        |